# فلوريان هيستر
فلوريان هيستر (بالألمانية: Florian Heister)‏ هو لاعب كرة قدم ألماني في مركز ظهير، ولد في 2 مارس 1997 في نويس في ألمانيا. لعب مع نادي فيكتوريا كولن ويان ريغنسبورغ.

## وصلات خارجية
- فلوريان هيستر على موقع إي إس بي إن إف سي (الإنجليزية)
- فلوريان هيستر على موقع قاعدة بيانات كرة القدم.إي يو (الإنجليزية)
- فلوريان هيستر على موقع بيانات كرة القدم. دي إي (الألمانية)
- فلوريان هيستر على موقع Soccerbase.com (لاعب) (الإنجليزية)
- فلوريان هيستر على موقع Soccerway.com (الإنجليزية)
- فلوريان هيستر على موقع عالم كرة القدم.نت (الإنجليزية)